# بريان جوزيفسن
بريان جوزيفسن (بالإنجليزية: Brian Josephson)‏ هو عالم فيزيائي إيرلندي، حاز على جائزة نوبل للفيزياء عام 1973 بالمشاركة مع العالم الياباني ليو إساكي و العالم النرويجي إيفار جيفيير.
ولد بريان جوزيفسن  في 4 يناير 1940 بمدينة كارديف بويلز ، وحاز جائزة نوبل عن اكتشافه تأثير جوزيفسن ، ويهتم جوزيفسن بنظرية المادة المكثفة (Theory of Condensed Matter (TCM.

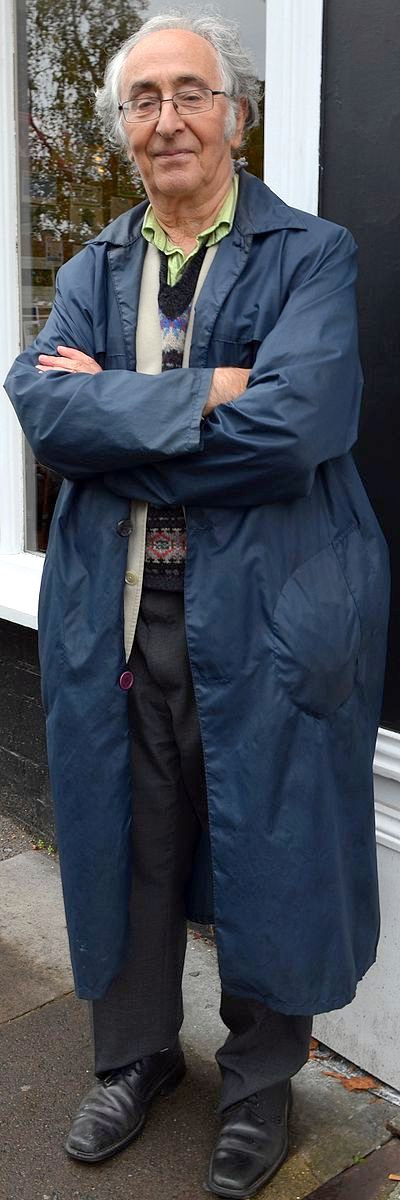
جوزيفسون في مسيرة كامبريدج ويكيميديا في سبتمبر 2014

وقد تقاعد جوزيفسن في خريف 2007 عن عمله كأستاذ في جامعة كامبريدج.

## روابط خارجية
- بريان جوزيفسن على موقع الموسوعة البريطانية (الإنجليزية)
- بريان جوزيفسن على موقع مونزينجر (الألمانية)
- بريان جوزيفسن على موقع ميوزك برينز (الإنجليزية)
- بريان جوزيفسن على موقع إن إن دي بي (الإنجليزية)